# Michael Kirchschlager
Michael Kirchschlager (* 23. April 1966 in Staßfurt) ist ein deutscher Historiker, Autor und Verleger. Er veröffentlicht als Autor und Herausgeber sowohl Sachbücher als auch fiktionale Erzählungen, vor allem zu historischen Kriminalfällen sowie zur Geschichte und Volkskunde Thüringens. Seit 1995 betreibt er den Verlag Kirchschlager.

## Leben
Nach dem Abitur 1984 studierte Kirchschlager von 1986 bis 1991 Germanistik und Geschichte an der Martin-Luther-Universität Halle-Wittenberg mit Abschluss als Diplom-Historiker. Das Thema seiner Diplomarbeit war Die Runneburg in Weißensee – Geschichte einer Residenz der Thüringer Landgrafen. Im November 1990 zählte er neben dem Archäologen Thomas Stolle zu den Gründungsmitgliedern des Runneburgvereins. Seit Oktober 1992 ist er freier Historiker. 1995 gründete er den Verlag Kirchschlager, in dem er mit den Schwerpunkten Kriminalgeschichte und Regionalkunde sowohl eigene Werke (als Autor, Bearbeiter oder Herausgeber) als auch Veröffentlichungen anderer Autoren wie z. B. die Bücher von Hans Thiers  publiziert.
Im Februar 1998 entdeckte Kirchschlager in den Statuta tabernae, einer Handschrift im Historischen Archiv der Stadt Weißensee, das „Weißenseer Reinheitsgebot“ aus dem Jahr 1434 – und damit 82 Jahre älter als das bekanntere Bayerische Reinheitsgebot von 1516.
Neben vielen historischen Publikationen begann er 1995 als Autor von historischen Kriminalromanen. Seit 2012 veröffentlicht er Kinderbücher um den Drachen Emil aus der Drachenschlucht (Illustrationen: Steffen Grosser) und tritt bei Lesungen als Drachenritter Michael auf.
Aufgrund seiner Veröffentlichungen zu mittelalterlichen Kochrezepten wirkte er im Jahr 2005 als Darsteller in der Living-History-Produktion Abenteuer Mittelalter (ARD/Arte/MDR) mit.
Gemeinsam mit seiner Ehefrau Andrea Kirchschlager restaurierte er die Kemenate Schwallungen und wurde dafür 2012 mit dem Denkmalpreis des Landkreises Schmalkalden-Meiningen ausgezeichnet.
Seit 2020 ist Kirchschlager Vorsitzender der Landesgruppe Thüringen der Deutschen Burgenvereinigung (DBV), deren Mitbegründer er 1990 war. Seit Anfang 2024 ist er Burgvogt der Marksburg, dem Sitz der Deutschen Burgenvereinigung und fungierte dort zunächst als Assistent der Geschäftsführung der DBV, inzwischen als Geschäftsführer.
Kirchschlager forscht seit vielen Jahren zur Geschichte der Bliden und war in den 1990er Jahren am Nachbau einer spätmittelalterlichen Blide auf der Runneburg beteiligt. 2024 legte er seine Dissertationsschrift Bliden und Blidensteine – Archäoballistische und typologische Untersuchungen zu Funktion, Effizienz und Munition spätmittelalterlicher Steinschleuder-Maschinen bei Peter Ettel an der Friedrich-Schiller-Universität Jena vor.

## Werke

### Sachbücher
- Michael Kirchschlager, Burkhard Lohmann, Thomas Stolle (Bearb.): Runneburg in Weißensee: Amtlicher Führer. Deutscher Kunstverlag, Berlin und München 1998
- Was Sie schon immer über teutsches Pier wissen wollten. Hetzbold, Weißensee 1999, ISBN 3-934277-00-4
- Michael Kirchschlager, Lothar Bechler: Das thüringische Obscurum: Erschreckliche, scheuderliche & greuliche Geschichten sowie allerlei andere Merkwürdigkeiten aus alten Chroniken. Hetzbold, Weißensee 2001, ISBN 3-934277-01-2
- Michael Kirchschlager, Lothar Bechler: Das sächsische Obscurum: Erschreckliche, scheuderliche und greuliche Geschichten sowie allerlei andere Merkwürdigkeiten aus alten Chroniken. Verlag Kirchschlager, Arnstadt 2001, ISBN 978-3-934277-02-1
- Michael Kirchschlager, Lothar Bechler: Das sächsisch-anhaltische Obscurum: Erschreckliche, scheuderliche und greuliche Geschichten sowie allerlei andere Merkwürdigkeiten aus alten Chroniken. Verlag Kirchschlager, Arnstadt 2003, ISBN 978-3-934277-06-9
- St. Marien Güsten: Festschrift zur 100-Jahr-Feier der Katholischen Kirche in Güsten. Verlag Kirchschlager, Arnstadt 2003.
- Ich will ein guter Koch sein: Küchengeheimnisse des Mittelalters und der Renaissance, Verlag Kirchschlager, Arnstadt 2004, ISBN 3-934277-08-X
- Michael Kirchschlager, Lothar Bechler: Das Obscurum: Mord- und Schauergeschichten aus Chroniken des alten Europa. Verlag Kirchschlager, Arnstadt 2005, ISBN 3-934277-09-8
- (als Herausgeber): Mörder, Räuber, Menschenfresser: Einhundert Biografien und Merkwürdigkeiten deutscher Verbrecher des 15. bis 18. Jahrhunderts. Verlag Kirchschlager, Leipzig 2002, ISBN 3-934277-04-7
- Thüringer Kriminalchronik hingerichteter Verbrecher. Festa, Leipzig 2006, ISBN 978-3-86552-069-2
- (als Herausgeber): Kirchschlagers Criminal & Curiositäten-Cabinett 1. Festa, Leipzig 2006, ISBN 978-3-86552-047-0
- (als Herausgeber): Kirchschlagers Criminal & Curiositäten-Cabinett 2. Festa, Leipzig 2006, ISBN 978-3-86552-048-7
- Michael Kirchschlager, Stephan Harbort (Vorwort), Mark Benecke (Nachwort): Historische Serienmörder. Verlag Kirchschlager, Arnstadt 2007, ISBN 3-934277-13-6
- Der Mädchenmörder Hugo Schenk. Verlag Kirchschlager, Arnstadt 2007, ISBN 978-3-934277-15-1
- (als Herausgeber): Berliner Verbrecherinnen. Verlag Kirchschlager, Arnstadt 2008, ISBN 978-3-934277-18-2
- (als Herausgeber): Preußische Kriminalchronik hingerichteter Verbrecher. Verlag Kirchschlager, Arnstadt 2008, ISBN 978-3-934277-14-4
- Michael Horn, Michael Kirchschlager, Petra Klages, Wolfgang Krüger, Armin Rütters, Richard Wosnik: Historische Serienmörder II. Verlag Kirchschlager, Arnstadt 2009, ISBN 978-3-934277-25-0
- Uwe Michas, Michael Kirchschlager, Marcel Piethe: Die Mark Brandenburg. Diebe, Mörder, Räuber und Halunken. Großer, Berlin 2014, ISBN 978-3-910134-69-0
- (als Herausgeber): Phantome der Unterwelt. Das Haus der Qualen und andere amerikanische Mord- und Kriminalfälle (1897–1927). Verlag Kirchschlager, Arnstadt 2015, ISBN 978-3-934277-53-3
- Kleines Thüringer Bierbuch. RhinoVerlag, Ilmenau 2015, ISBN 978-3-95560-037-2
- Michael Kirchschlager, Michael Horn (Hrsg.): Ein grausamlich mord. Ausgewählte Flugblätter mit Kriminal- und Rechtsfällen aus der Wickiana. Verlag Kirchschlager, Arnstadt 2015, ISBN 978-3-934277-59-5
- (als Herausgeber): Teuflisches Werkzeug. Thüringer Burgen im Krieg. Verlag Kirchschlager, Arnstadt 2018, ISBN 978-3-934277-76-2
- Von Biberschwanz und Bärenkopf. Küchengeheimnisse vom Mittelalter bis zum Barock. Dresdner Buchverlag, Dresden 2019, ISBN 978-3-946906-09-4
- Michael Kirchschlager, Hans Thiers (Hrsg.): Blutspur durch Thüringen. Berichte/Bilder/Dokumente 1880–2020. Verlag Kirchschlager, Arnstadt 2020, ISBN 978-3-934277-88-5
- (als Herausgeber und Bearbeiter): Kirchschlagers Kriminal-Kabinett: Das gestochene Grauen. Holzschnitte, Kupferstiche, Lithographien, Buchillustrationen, Fotos und Zeitungen aus der Sammlung des Verlages. Verlag Kirchschlager, Arnstadt 2021, ISBN 978-3-934277-90-8

### Romane, Erzählungen, Anthologien
- Das teuflische Werkzeug: eine literarische Chronik. Burgverlag, Weißensee 1995, ISBN 3-931303-01-2
- Der Crako und der Gierfraß (historischer Thriller). Festa, Leipzig 2006, ISBN 3-86552-031-6
- Der Crako und das Giftmädchen (historischer Thriller). Festa, Leipzig 2007, ISBN 978-3-86552-053-1
- Giftmord in der „Henne“ (historischer Kriminalroman). Verlag Kirchschlager, Arnstadt 2009, ISBN 978-3-934277-23-6
- Michael Kirchschlager, Steffen Grosser: Hexe, Werwolf und Vampir: Mystische Sagen und Legenden aus Thüringen. Verlag Kirchschlager, Arnstadt 2011, ISBN 978-3-934277-32-8
- Hans Stahl und der Tod der Rosen (historischer Kriminalroman). Verlag Kirchschlager, Arnstadt 2012, ISBN 978-3-934277-41-0
- Michael Kirchschlager, Otto Kurt Dieter Heese (Hrsg.): Mein Arnstädter Weihnachtsbuch. Verlag Kirchschlager, Arnstadt 2015, ISBN 978-3-934277-58-8.

### Kinder- und Jugendliteratur
- Runibergun: Vom Königreich der Thüringer. Verlag Kirchschlager, Arnstadt 2009, ISBN 978-3-934277-27-4
- Emil aus der Drachenschlucht. Knabe Verlag, Weimar 2012, ISBN 978-3-940442-91-8
- Die Ritter vom schwallenden Wasser. Knabe Verlag, Weimar 2013, ISBN 978-3-940442-49-9
- Emil rettet Thüringen. Knabe Verlag, Weimar 2013, ISBN 978-3-940442-92-5
- Emil und die Burg der Trolle. Knabe Verlag, Weimar 2014, ISBN 978-3-940442-93-2
- Emil – Mit Mama im Moor. Verlag Kirchschlager, Arnstadt 2016, ISBN 978-3-934277-64-9
- Emil bei den Wikingern. Verlag Kirchschlager, Arnstadt 2019, ISBN 978-3-934277-84-7